# 선더 포스 IV
《선더 포스 IV》(Thunder Force IV, サンダーフォースIV)는 일본의 테크노소프트가 제작한 메가 드라이브용 진행형 슈팅 게임이다. 《선더 포스》 시리즈의 네번째 작품으로, 메가 드라이브로 제작된 시리즈 마지막 작품이다. 일본서 1992년 7월 24일 처음 출시됐다. 미국에서는 《라이트닝 포스: 퀘스트 포 더 다크스타》(Lightening Force: Quest for the Darkstar)라는 제목으로 발매됐다.
발매 후 게임 언론으로부터 패럴랙스 스크롤링를 활용한 능동감 있는 그래픽과 인상깊은 메탈 위주의 음악 등을 이유로 들어 메가 드라이브 최고의 슈팅 게임으로 꼽혔다. 1996년 세가 새턴용 합본판에 수록됐고, 2018년에는 M2가 개발한 이식판이 세가 에이지스 시리즈의 일환으로서 발매됐다.

## 개요
기본적으로는 전작의 시스템을 개량하여 이어받았다. 시스템의 주된 개량점은 속도 변경으로, 4단계 표시에서 % 표시로 바뀌어 1% 단위의 속도 변경도 가능해졌다. 스테이지 선택은 본작에서도 건재하여 1∼4스테이지는 플레이어 임의대로 공략순서를 정할 수 있다. 한편, 난이도는 III의 3단계에 EASY가 추가된 4단계로, MANIAC은 NORMAL 또는 HARD로 1회 클리어해야 선택할 수 있게 된다. 난이도에 따른 차이점은 (난이도 자체의 차이 외에는) 엔딩BGM이 다른 점뿐이다. 또, 게임 클리어 후에는 옵션 메뉴의 사운드 테스트에 각 난이도별 엔딩곡과 스탭롤BGM, 미사용곡 9곡, 그리고 선더포스AC의 4스테이지 음악 등 총 15곡이 추가된다.
일부 스테이지에서 위아래로 약 3화면에 해당하는 분량의 공간을 임의로 이동할 수 있다. 역대 시리즈 사상 가장 많은 10스테이지로 구성됐다. 이러한 많은 스테이지수는 장대한 스토리 구성에 활용되어 전체 내용은 전반 5스테이지의 1부와 후반 5스테이지의 2부로 나눌 수 있어, 1부에서는 온 제국과의 최종결전이, 2부에서는 파우스트라는 새로운 적 세력과의 전투가 묘사된다.
- 기본무기 : 트윈 샷, 백 샷
- 무기 : 블레이드, 레일건, 스네이크, 프리웨이, 헌터
- 기타 아이템 :

1. 클로 : 6스테이지부터는 선더클로로 파워업된다.
2. 실드 : 3회까지의 피탄 또는 충돌에 견뎌내는 방어막.
3. 선더소드 : 일종의 최종병기. 선더클로를 장비했을 때만 사용할 수 있다.

## 줄거리
카우스를 물리쳤음에도 불구하고 온 제국의 세력은 쇠퇴할 조짐이 보이지 않았다. 연방군은 아쿠에리어 행성에 잠복해 있는 카우스의 심복인 비오스의 파괴를 시도했으나 실패하여 개발중이던 라이넥스의 투입을 결정한다.
- FIRE LEO-04 RYNEX : 연방군이 개발 중이던 차기주력전투기.
- FIRE LEO-03MP STYX Mass Product : 전작 III의 플레이어 기체 STYX의 양산형 모델. 5스테이지에 등장한다.
- 로이·S·머큐리 : 은하연방군 104우주항공사단 소속, 중위. 《선더 포스 III》의 주인공 진의 친구로 사관학교 동창.
- 캐롤·T·마즈 : 은하연방군 117기술정보국 소속, 소령. 라이넥스의 개발에 관여했으며, 온에 대해서도 많이 안다.

## 개발
본작의 개발 개시 전에 II와 III에 참여한 스탭들이 《게이트 오브 선더》 등을 제작한 CA프로덕션으로 대거 이직해 새로운 개발진이 참여했다. 음악은 전작까지 참여한 오타니가 빠지고 요시다 다케시(吉田猛, ＯＭＥＮ)가 새로이 참여했다. 효과음은 아라이 나오스케가 담당했다.

## 평가
| 평가 |         |
| --- | ------- |
| 평론 점수 평론사 점수 CVG 93% [ 2 ] 패미츠 23/40 [ 3 ] 게임팬 96.5% [ a ] [ 4 ] 게임프로 18.5/20 [ b ] [ 5 ] Mega Drive Advanced Gaming 94% [ 6 ] Mean Machines 87% [ 7 ] Sega Force 88% [ 8 ] Mega 81% [ 9 ] SuperGame 95/100 [ 10 ] |         |
| 평론 점수 |         |
| 평론사 | 점수    |
| CVG | 93%     |
| 패미츠 | 23/40   |
| 게임팬 | 96.5%   |
| 게임프로 | 18.5/20 |
| Mega Drive Advanced Gaming | 94%     |
| Mean Machines | 87%     |
| Sega Force | 88%     |
| Mega | 81%     |
| SuperGame | 95/100  |